# Zombie-Loan
Zombie-Loan (яп. ゾンビローン Зонбі Рон, укр. Кредит зомбі) — японська манґа, створена дуетом манґак Peach-Pit.
Публікується з травня 2003 року в сьонен журналі GFantasy видавництва Enix. Англійською манґа публікується видавництвом Yen Press.
Аніме — адаптація манґи, створена студією Xebec, демонструвалась на телеканалі TV Asahi з 3 липня по 11 вересня 2007 року. Всього на телебаченні з'явилось 11 епізодів. Дванадцятий та тринадцятий епізоди з'явились в квітні 2008 року, як частина сьомого диску в DVD-випуску аніме.

## Сюжет
Кіта Мітіру має незвичайний дар: очі бога смерті. Вона може визначити людей, які скоро помруть. Це проявляється в тому, що чим ближче людина знаходиться до своєї смерті, тим темніше стає кільце на її шиї. Двоє однокласників Мітіру, Акацукі Тіка та Татібана Сіто, мають такі чорні кільця, але, на її великий подив, не помирають.
Виявляється, що вони вже давно померли, але уклали контракт з таємничою організацією Кредит зомбі, яка, за відповідну плату, дозволяє людям жити далі, навіть після своєї смерті. Згодом Мітіру буде змушена сама підписати такий контракт.

## Аніме

### Список серій
| №  | Назва                            | Дата виходу     |
| -- | -------------------------------- | --------------- |
| 01 | Жорстокі очі смерті (死神の目)   | 3 липня 2007    |
| 02 | Хочеш померти? (逝っとく?)       | 10 липня 2007   |
| 03 | Мова мертвих (死者の舌)          | 17 липня 2007   |
| 04 | Тремтіння метелика (蝶の羽音)    | 24 липня 2007   |
| 05 | Жертва (贄)                      | 31 липня 2007   |
| 06 | Прагнення свободи (自由への渇望) | 7 серпня 2007   |
| 07 | Неспокійне серце (彷徨う心)      | 14 серпня 2007  |
| 08 | Тріщина (断裂)                   | 21 серпня 2007  |
| 09 | Живий мертвець (生きた屍)        | 28 серпня 2007  |
| 10 | Чаклунство мерця (尸解の法)      | 4 вересня 2007  |
| 11 | Життя та смерть (命と、死と)     | 11 вересня 2007 |
| 12 | Колесо долі (運命の輪)           | квітень 2008    |
| 13 | Ми бажаємо захищати (守りたい)   | квітень 2008    |